# Гостев, Владимир Иванович
Владимир Иванович Гостев (укр. Володимир Іванович Гостєв; род. 28 августа 1936, Куйбышев, Куйбышевская область, СССР) — специалист в области систем управления, доктор технических наук (1973), профессор (1977), заслуженный деятель науки УССР (1981), лауреат государственных наград СССР.

## Биография
Окончил Киевское высшее инженерное радиотехническое училище ПВО в 1958, где с тех пор и работал, затем перешёл в Военный институт телекоммуникаций и информатизации при НТУУ КПИ: с 1978 — начальник кафедры принимающе-передающих устройств, с 1993 — начальник факультета общей инженерной подготовки, с 1999 — ведущий научный сотрудник, с 2003 — заведующий кафедрой коммутационных систем Киевского государственного университета информационно-коммуникационных технологий.

## Публикации
- Гостев В. И., Стеклов В. К.[укр.], Скляренко С. Н. Оптимальные системы управления с цифровыми регуляторами. Киев : КИРЦ «Сенс», 1995. — 485 с. — ISBN 5-335-01174-2.
- Гостев В. И., Конин В. В., Мацепура А. Л. Линейные многоканальные устройства сверхвысоких частот. — Киев : Радіоаматор, 1997. — 315 с.: рис. — ISBN 966-95143-1-2.
- Гостев В. И., Скрыпник Л. В., Мацепура А. Л. Пространственная обработка сигналов в СВЧ трактах радиосистем передачи. — Киев : Радіоаматор, 1997. — 224 с. — ISBN 966-95143-04.
- Гостев В. И. Исследование AQM-системы управления совокупной скоростью с Р1-регулятором при случайном изменении нагрузки трафика. Известия Тульского государственного университета, 2013.[1]